# Подшивалов, Василий Сергеевич
Васи́лий Серге́евич Подшива́лов (1765—1813) — русский писатель, поэт и переводчик. Директор Санкт-Петербургского коммерческого училища.

## Биография
Родившийся 2 (13) марта 1765 года, сын солдата, в 6 лет начал учиться у дьячка одной Московской церкви; затем, 9 января 1774 года, был принят на казённое содержание в Университетскую гимназию, и, наконец, — в Московский университет, откуда 25 ноября 1782 года вышел со званием студента и тогда же был назначен учителем российского стиля и логики в Университетский благородный пансион.
Ученик И. Г. Шварца, В. С. Подшивалов ещё будучи студентом начал заниматься литературой, принимая деятельное участие сперва как член, потом как секретарь (с 1789 года) и, наконец, как председатель «Собрания университетских питомцев». По окончании университета он сотрудничал в периодических изданиях: «Покоящийся трудолюбец» (Н. И. Новикова, 1784), «Магазин натуральной истории, физики и химии» (редактор А. А. Прокопович-Антонский, 1788—1790) и «Детское чтение для сердца и разума» (1785—1789).
С 22 января 1785 года был актуариусом в Московском архиве Коллегии иностранных дел, а 11 августа 1789 года был произведён в переводчики.
С 25 ноября 1795 года занял должность цензора и помощника главного надзирателя Московского Воспитательного дома, где он должен был наблюдать за физическим и нравственным воспитанием более 1800 питомцев, и произведённый в коллежские асессоры (12 марта 1797 года), вскоре был назначен инспекторским помощником в Демидовское коммерческое училище (1 января 1798 года). При переводе училища из Москвы (28 сентября 1800 года), он сопровождал воспитанников во время дороги в Петербург, 14 декабря 1800 года был произведён в надворные советники и вскоре (4 января 1801 года) получил место помощника обер-секретаря при Санкт-Петербургском опекунском совете. За труды по Коммерческому училищу 19 февраля 1801 года он получил от императрицы бриллиантовый перстень, а с увольнением от службы директора Коммерческого училища Вегенера, был назначен (26 апреля 1801 года), на его место. Однако Подшивалов, заботившийся сначала о благоустройстве училища и получавший за это награды (19 февраля 1802 — бриллиантовый перстень от Александра I, 22 сентября 1802 — орден Св. Владимира 4-й степени и в 1803 — чин коллежского советника), не отличался особенным уменьем в ведении хозяйственных дел, да и педагогическая часть была при нём далека от совершенства. Через 3 года после получения им чина статского советника (10 декабря 1807 года), он, будучи награждён орденом Св. Анны 2-й степени, 30 ноября 1810 года был уволен от занимаемой им должности. Вслед за этим, 13 декабря 1810 года, был назначен председателем Владимирской гражданской палаты.
Скончался в ночь с 30 на 31 июля 1813 года. Погребён в Успенском Княгинином женском монастыре.

## Творчество
В 1786 году он издал в Москве перевод с немецкого языка: «Книга премудрости и добродетели, или состояния человеческой жизни; индейское нравоучение».
В 1787 году он напечатал свой перевод «Двух книг Аполлодоровой библиотеки о богах» (М., 1787 г.), сделанный им ещё в студенческие годы, и редактировал с M. M. Снегиревым сборник: «Распускающийся цветок», содержавший в себе сочинения и переводы питомцев Благородного Пансиона.
В 1789 году вышла в Москве, в переводе Подшивалова с немецкого языка, «Краткая психология, или учение о душе, для детей» И. Г. Кампе.
Издавал, в сотрудничестве с П. А. Сохацким, в переводе с немецкого языка, «Политический журнал, издаваемый в Гамбурге Обществом ученых мужей» (1790—1796).
В «Московском журнале» Карамзина поместил (1791—1792) несколько переводов и оригинальных сочинений: «Нравственное удовольствие», «Мысли в день моего рождения», «Тит», «О русских книгах».
В 1792—1793 годах В. С. Подшивалов редактировал 8 частей (V—XII) «Чтения для вкуса, разума и чувствований», начавшего выходить в 1791 году в виде приложения к «Московским ведомостям». Здесь он поместил много своих переводов с немецкого языка, особенно из Мейснера (например, «Бианка Капелла», выходившая позже отдельным изданием: в 1793 и 1803 годах); сотрудниками Подшивалова были по большей части студенты Московского университета. В 1794 году он стал издавать журнал «Приятное и полезное препровождение времени»; в нём участвовали почти все известные писатели и писательницы нового, карамзинского, направления. Журнал этот стал как бы продолжением «Чтения для вкуса, разума и чувствований» и тоже издавался при «Московских ведомостях». Каждая из первых восьми частей, вышедших под редакцией Подшивалова (1794 и 795 годы), начиналась лирической статьей в прозе самого редактора, например: «К сердцу», «К жизни», «К уму», «К смерти», «Желание», «Предприимчивость» и т. п. Здесь же были помещены: переводы Подшивалова из Бернарден де Сен-Пьера, Мейснера и многих других немецких писателей; «Письмо к девице Ф. о российском стопосложении» и множество других мелких сочинений и переводов.
Им было написано также множество стихов: надгробных, любовных, сатирических… После его смерти в «Журнале для чтения воспитанников военно-учебных заведений» (1837, т. I) появилась его краткая автобиография: «Моим детям».
Как стилист и переводчик, особенно с немецкого языка, В. С. Подшивалов высоко ценился современниками. Так, Н. И. Греч, указывал, что: 

Подшивалов заслуживает благодарное воспоминание потомства не за классические сочинения, а за усердное и успешное распространение вкуса и чистоты слога в нашей литературе… он по справедливости считался первым в своё время переводчиком; статьи собственного его сочинения, помещенные в изданных им журналах, отличаются остротой мыслей и нежностью чувствований, правильностью и приятной простотой слога
Жена Подшивалова, Александра, также была известна как переводчица: ей принадлежит перевод романов Бернардена де Сент-Пьера «Павел и Виргиния» и «Индейская хижина» (1812).